# Карапетян, Каро Еремович
Каро́ Ере́мович Карапетя́н (арм. Կարո Կարապետյան; 12 мая 1960, село Шаумян, Арташатский район — 6 октября 2018, Ереван) — депутат парламента Армении.

## Биография
- 1986—1991 — Киевская милицейская академия. Правовед. Награждён медалями «Вазген Саркисян», «Андраник Озанян», «Полицейское превосходство».
- 1988—1990 — работал в отделе внутренних дел Масиского района в качестве оперуполномоченного уголовно-розыскного отдела.
- 1991—1994 — старший оперуполномоченный отделения государственной собственности отдела внутренних дел Арташатского района.
- 1995—1996 — заместитель начальника уголовно-розыскного отдела Эчмиадзинского регионального управления.
- 1997—2003 — помощник, а затем старший помощник военного прокурора Армении.
- 2003—2007 — начальник отдела внутренних дел Аштаракского района.
- 12 мая 2007 — избран депутатом парламента. Член постоянной комиссии по обороне, национальной безопасности и внутренним делам. Член партии «Процветающая Армения».